# Vetenskapsåret 1749

## Händelser
- De tre första banden av Georges-Louis_Leclerc_de_Buffon verk Histoire naturelle, som beskriver människan och djurens naturalhistoria, utkommer.

## Pristagare
- Copleymedaljen: John Harrison

## Födda
- 23 mars - Pierre-Simon Laplace, fransk matematiker
- 17 maj - Edward Jenner, uppfinnare av vaccinet
- 30 juni - Abraham Gottlob Werner, geolog
- 19 september - Jean Baptiste Joseph Delambre, fransk astronom.
- 17 november Nicolas Appert, fransk uppfinnare.

## Avlidna
- 10 september - Émilie du Châtelet, fransk fysiker